# Chlorophorus zelus
Chlorophorus zelus là một loài bọ cánh cứng trong họ Cerambycidae.